# Górki (powiat kamieński)
Górki – wieś w Polsce położona w województwie zachodniopomorskim, w powiecie kamieńskim, w gminie Kamień Pomorski.
W latach 1954–1959 wieś należała i była siedzibą władz gromady Górki, po jej zniesieniu w gromadzie Jarszewo. W latach 1975–1998 miejscowość administracyjnie należała do województwa szczecińskiego.

## Zabytki
- kościół filialny pod wezwaniem Matki Boskiej Częstochowskiej, z drugiej poł. XV, XVIII, nr rej.: A-1342z 22.10.1957
- park dworski, XIX, nr rej.: A-1363z 5.11.1980

inne
We wsi znajduje się przystanek kolejowy Górki Pomorskie.

## Przypisy

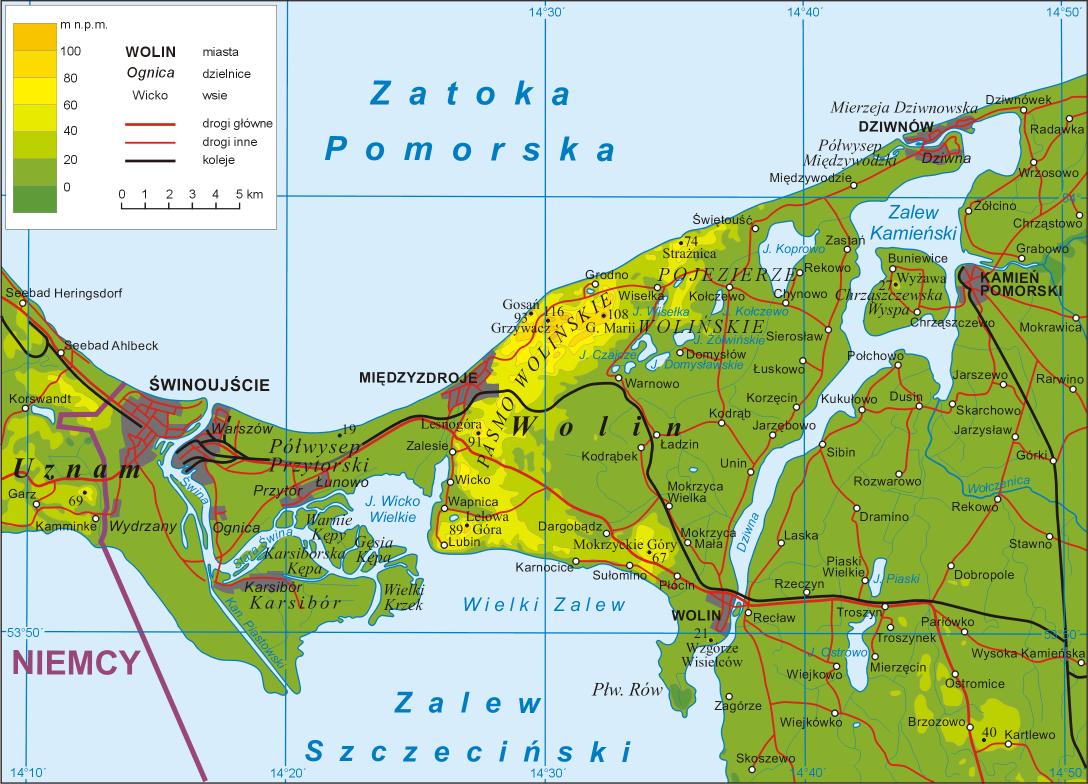
Mapa wyspy Wolin z zaznaczonymi Górkami